# Poste centrale de Hong Kong
La poste centrale de Hong Kong (香港郵政總局) est le siège de la poste de Hong Kong (en). Ce bâtiment construit en 1976 est situé sur Connaught Place dans le quartier de Central, à côté de l'embarcadère de ferries d'Edinburgh Place (en), de Jardine House et du International Finance Centre. Il occupait un emplacement en bord de mer jusqu'en 2007, date à laquelle des travaux de création de terre-pleins l'ont éloigné de la rive.
Depuis 2018, il est prévu de démolir le bâtiment, bien que des efforts soient déployés pour le préserver et le classer monument historique.

## Emplacements passés
Durant son histoire, la poste centrale de Hong Kong est déplacée trois fois à la suite de plusieurs créations de terre-pleins car il était essentiel de conserver le bâtiment près du rivage afin de recevoir les lettres déchargées des paquebots. Les anciens emplacements sont : 
- 1841–1846 : Au-dessus de la Cathédrale Saint-Jean-l'Évangéliste, Garden Road (en) (actuels anciens bureaux du gouvernement central (en))
- 1846–1911 : Queen's Road Central (en), en face de D'Aguilar Street (en)
- 1911–1976 : Au croisement de Des Voeux Road (en) et Pedder Street (en) (l'immeuble World-Wide House a été construit à la place)
- 1976–aujourd'hui : 2 Connaught Place, Central

### Bâtiment de 1846
En 1846, les locaux qui avaient appartenu à Dent & Co. (en) sont transformés en Trésor public, en Cour suprême (en) et en poste centrale. Ce terrain est vendu aux enchères en 1921 et atteint un prix de 50 HK$ le pied carré. Le China Building qui en résulte est achevé en 1924.

### Bâtiment de 1911
Entre-temps, de nouvelles créations de terre-pleins ont lieu à la fin des années 1890, et le premier bâtiment de la poste centrale est déplacé en 1911 dans de nouveaux locaux sur Pedder Street. C'est une construction municipale typiquement édouardienne en granit et de brique rouge, qui était connue sous le surnom de la « vieille dame de Pedder Street ».
Cet ancien bâtiment de la poste est démoli en 1976 et est relocalisé de manière fonctionnelle à la station de métro de Central en sous-sol. Au-dessous du bâtiment se trouve l'échangeur de la station Hong Kong et de Central. World-Wide House, un immeuble de bureaux, est construit au-dessus du sol.
Joseph Ting, ancien conservateur en chef du musée d'histoire de Hong Kong, considère ce bureau de poste centrale de 1911 comme le plus beau bâtiment de Hong Kong.

### Bâtiment de 1976
Le bâtiment est construit sur de nouveaux terre-pleins. En 1967, le gouvernement avait prévu un bloc de 30 étages, avec 5 étages réservés à la poste centrale et 25 pour les bureaux du gouvernement.
Le site situé directement au sud est sécurisé par Hongkong Land à un prix record. En échange, le gouvernement est obligé d'accepter une stipulation selon laquelle aucun bâtiment directement au nord de Connaught Centre, actuel Jardine House, n'obstruerait sa vue, car la hauteur maximale du bâtiment de la poste centrale était limitée à 36 mètres.
Ce bâtiment de 1976 est conçu par l'architecte K.M. Tseng comme un bâtiment de 5 étages, et 2 autres dans les fondations. Le bâtiment accueille le premier système d'aspirateur central sans changement de sac de Hong Kong.

## Galerie

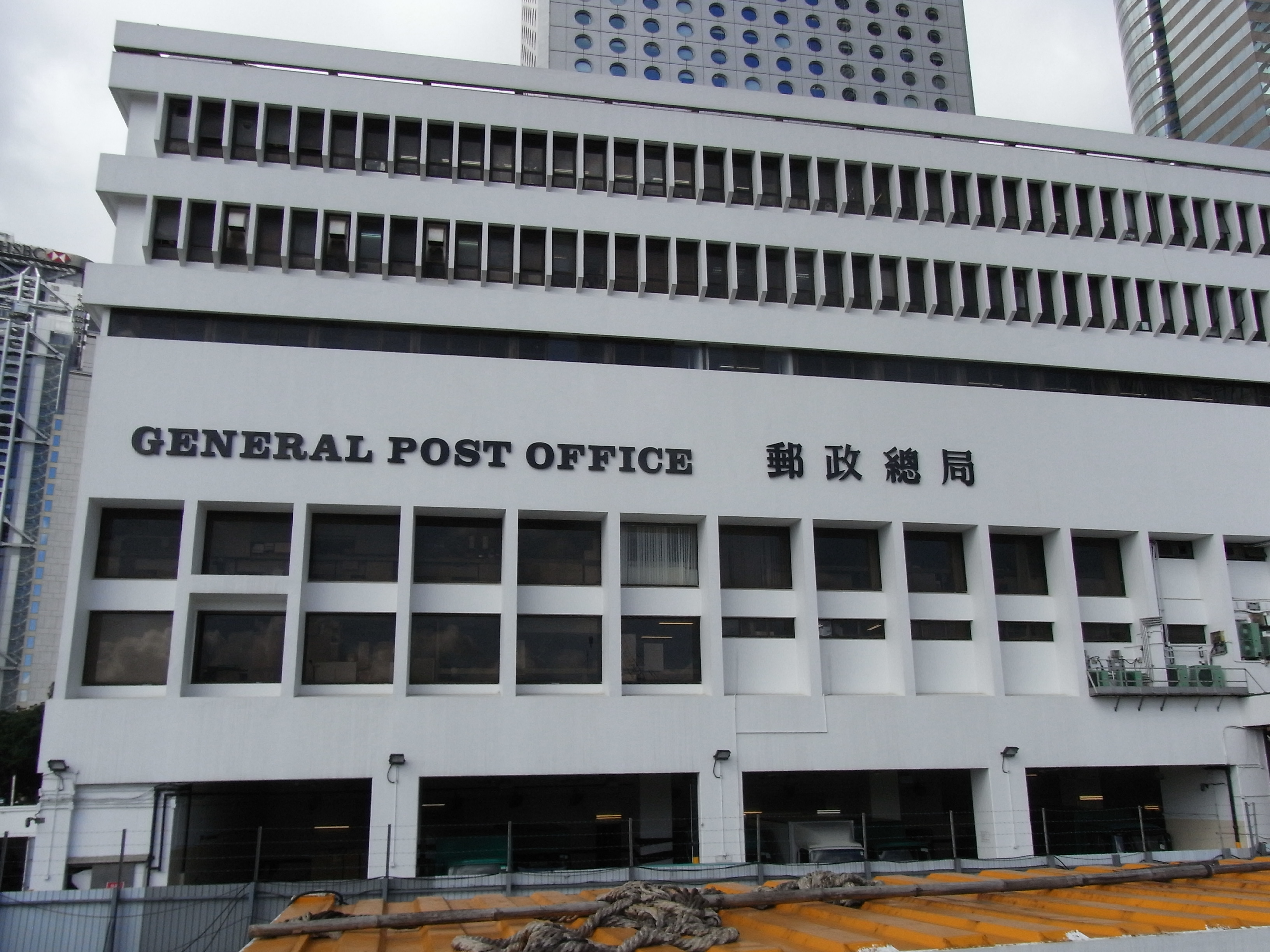
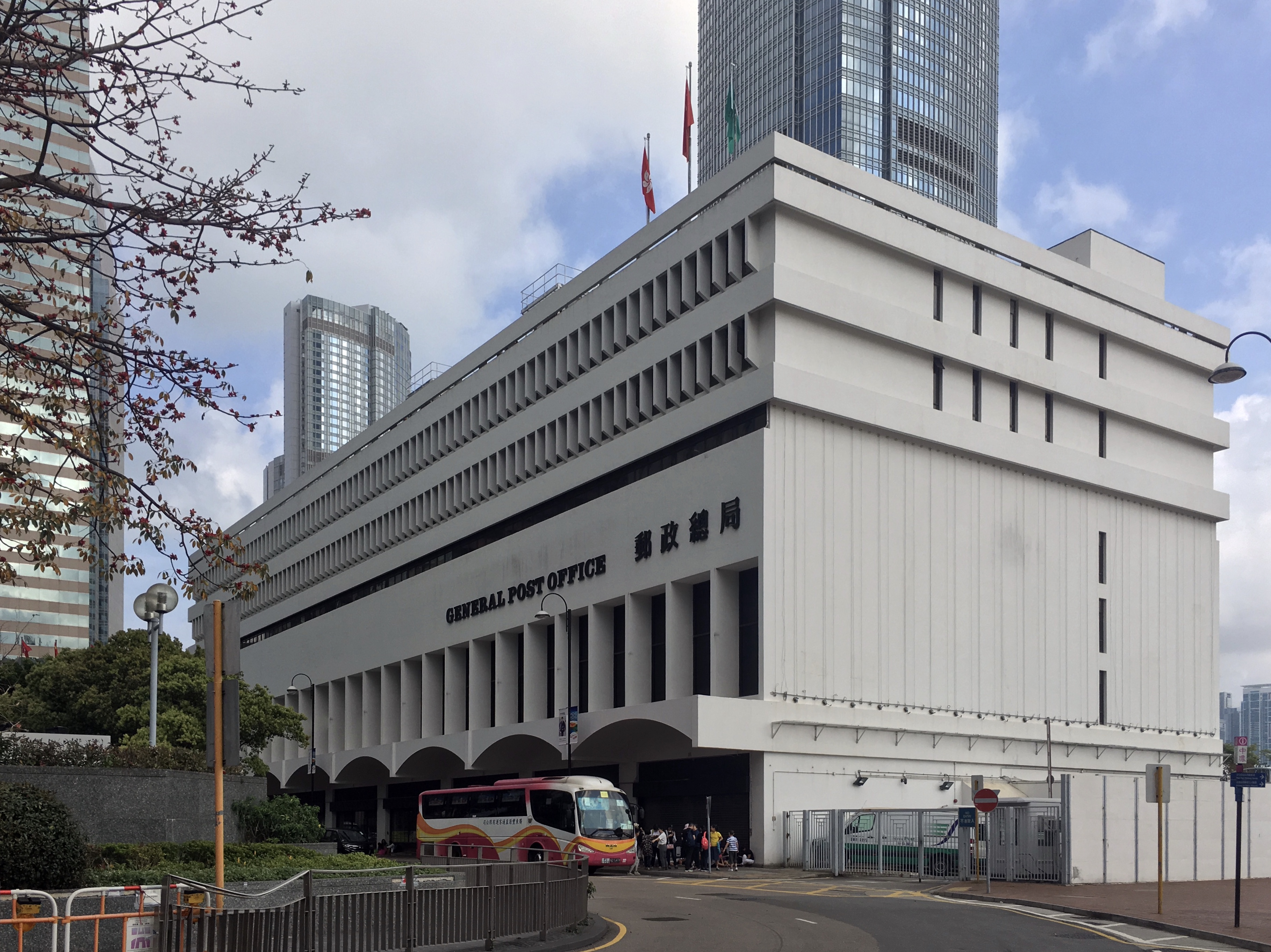
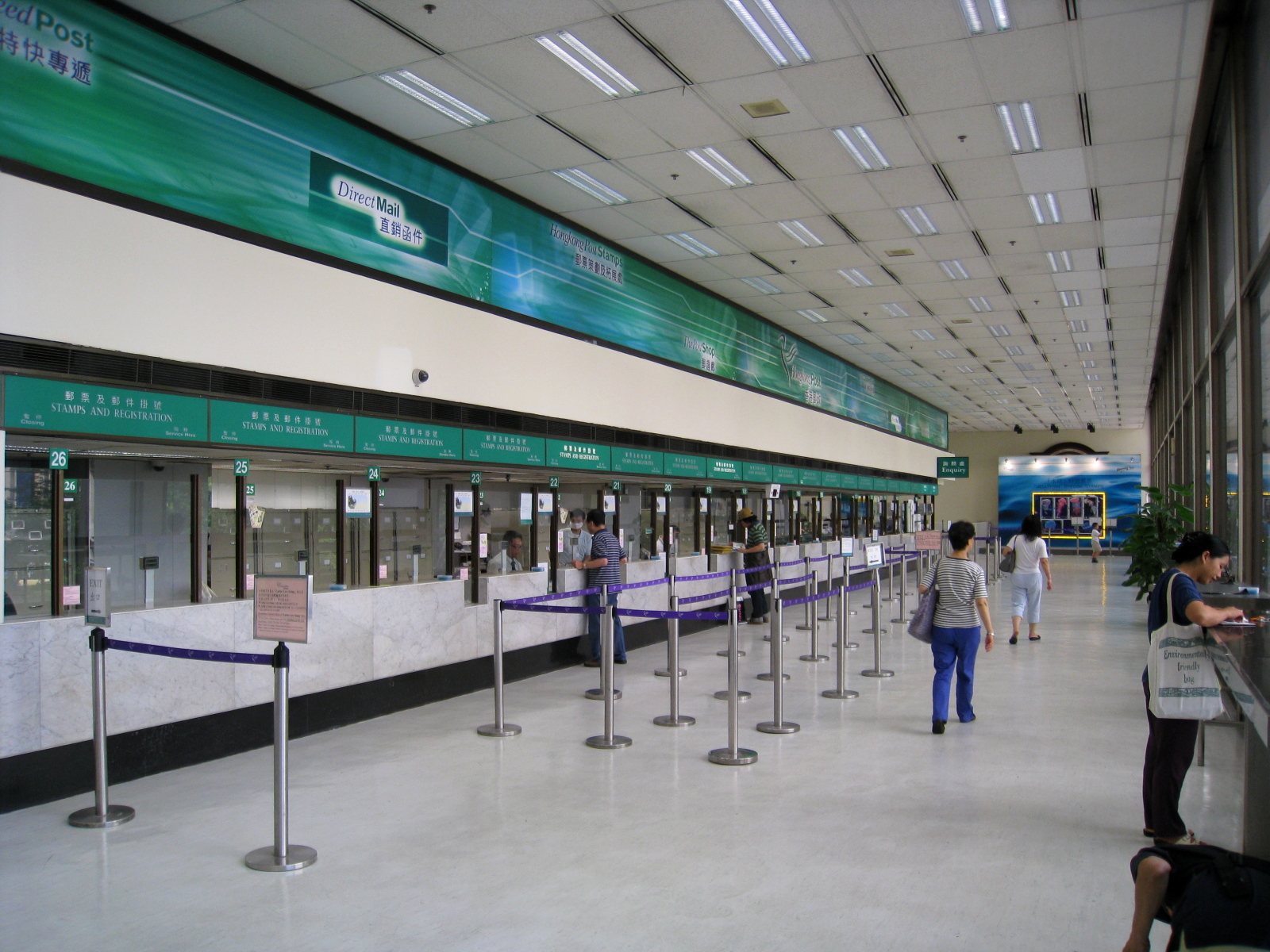
Guichets à l'intérieur du bâtiment.
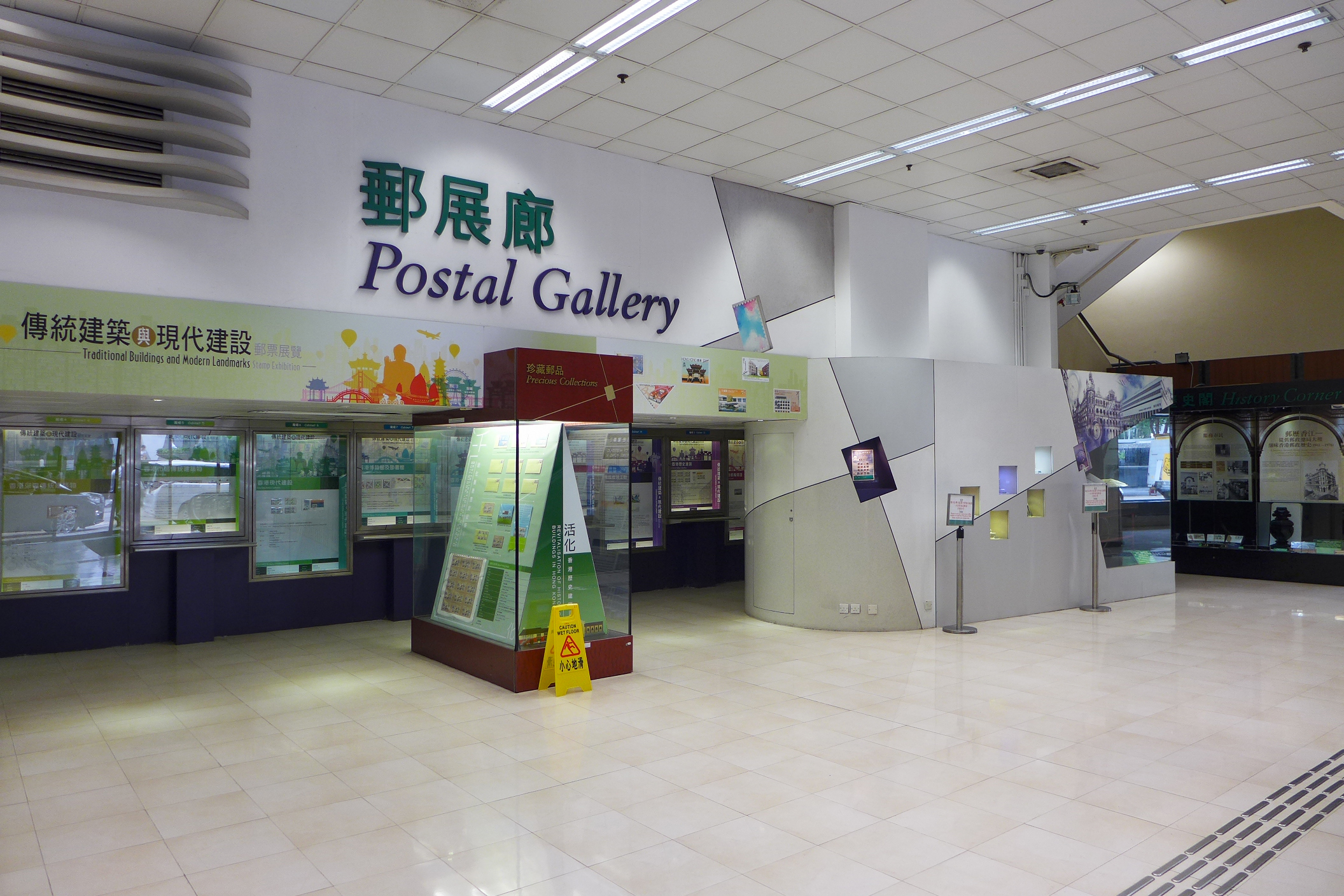
Galerie d'exposition.
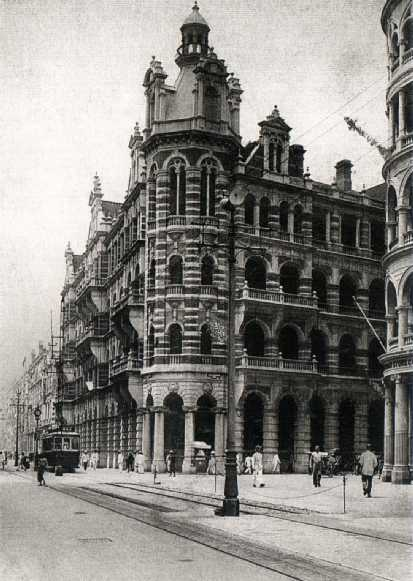
Bâtiment de 1911.
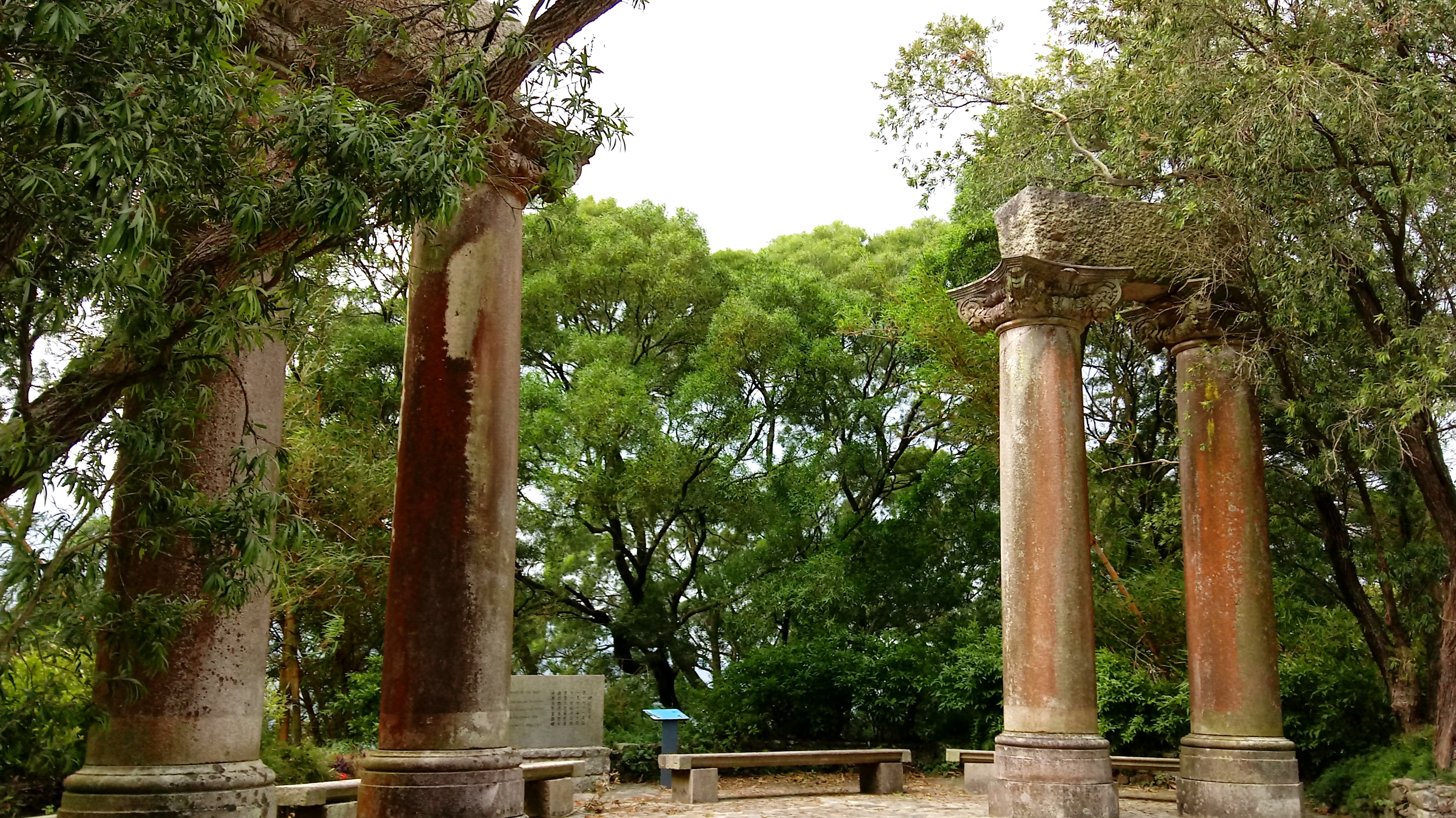
Piliers du bâtiment de 1911, maintenant exposés dans la ferme et jardin botanique Kadoorie (en)
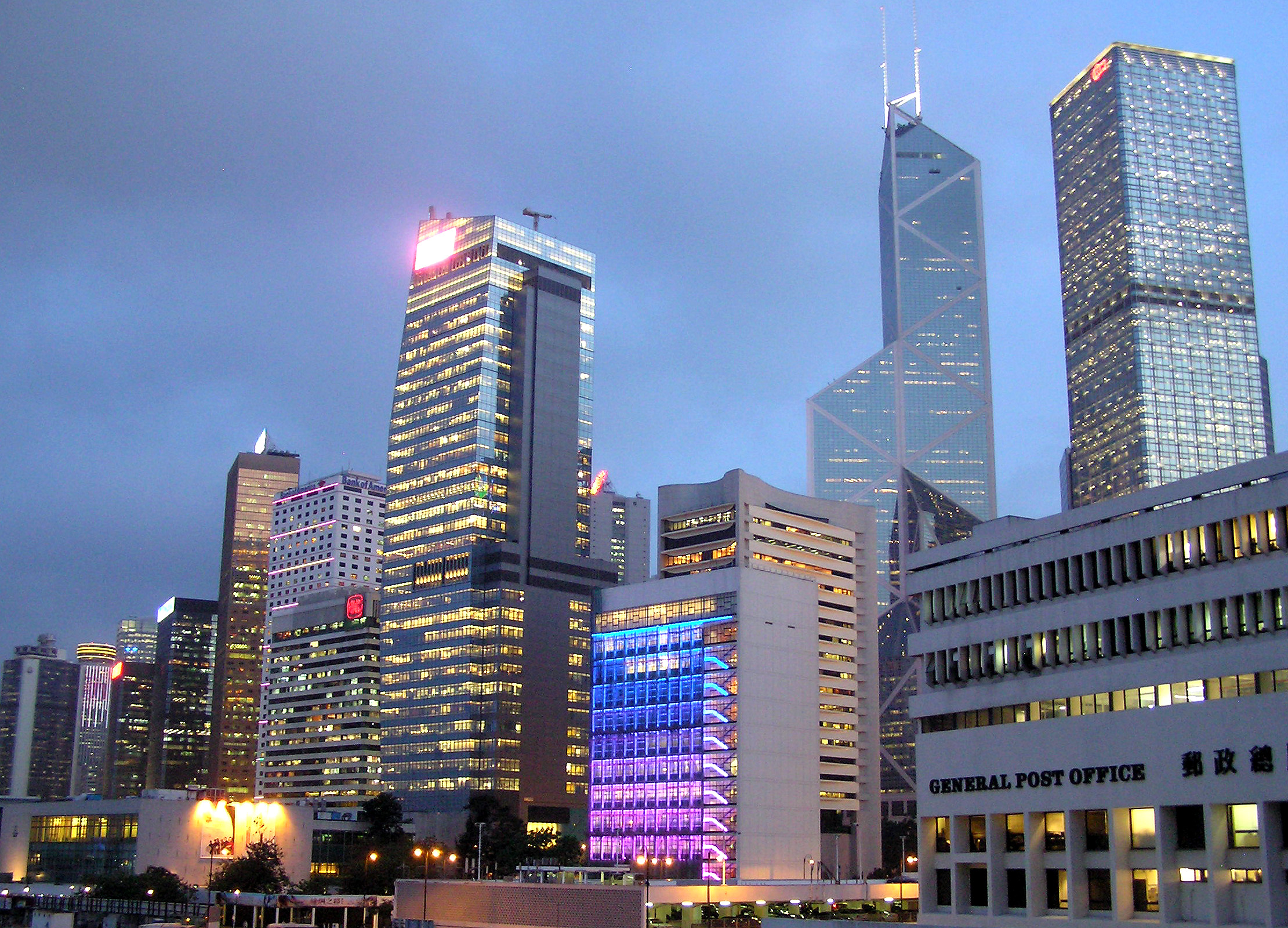
Poste centrale, hôtel de ville et immeubles environnants.